# Внушение
Внушението е податливост на внушения, тоест за непосредствена реакция на сигнал (предмет или заповед) без активното участие на волята. Субектът възприема въздействието на чужда идея, приета безконтролно, като че ли за момент личността му се е заличила пред личността на друг човек. Достатъчно е една кинозвезда да препоръча нов продукт, за да се увеличи чувствително продажбата му: потребителите се повлияват от внушението, произтичащо от престижа на актьора. Приемането на идеите води и до халюцинация: експериментатор казва на група деца, че ще хвърли топка във въздуха, и това е достатъчно половината от тях да „видят“ как я хвърля. Явления като появата на стигми (белези от жигосване) или оздравяване, дължащо се на приемане на плацебо, принадлежат към същия психологически процес. Всички индивиди са внушаеми, но децата, наивните хора или субектите с дебилност са по-внушаеми от другите. Афективната незрялост, емотивността, интелектуалната недостатъчност благоприятстват внушаемостта. Тази специфична диспозиция, която се открива у някои страдащи от невротични или психосоматични разстройства, е използвана в психотерапията, но резултатите, получени чрез внушение, особено при хистерията, никога не са трайни.